# Cerkaske
Cerkaske (în ucraineană Черкаське) este o așezare de tip urban din raionul Novomoskovsk, regiunea Dnipropetrovsk, Ucraina. În afara localității principale, nu cuprinde și alte sate.

## Demografie
Componența lingvistică a așezării de tip urban Cerkaske
     Ucraineană (56,1%)
     Rusă (43,48%)
     Alte limbi (0,17%)
Conform recensământului din 2001, majoritatea populației așezării de tip urban Cerkaske era vorbitoare de ucraineană (56,1%), existând în minoritate și vorbitori de rusă (43,48%).